# Karl Gottlieb Anton
Karl Gottlieb Anton (* 31. Januar 1778 in Wittenberg; † 11. September 1861 in Görlitz) war ein Altphilologe.

## Leben
Karl Gottlieb wurde als Sohn des Wittenberger Professors Konrad Gottlob Anton geboren. Nach dem Besuch der Wittenberger Stadtschule und des Wittenberger Lyceums begann er 1796 an der Universität seiner Vaterstadt ein Studium der Theologie, Philosophie und Philologie. Nachdem er am 17. April 1799 sein Examen als Kandidat des Predigtamtes abgelegt hatte, setzte er seine Studien am 19. Mai 1799 unter anderem an der Universität Leipzig fort. Zurückgekehrt nach Wittenberg erwarb er sich am 17. Oktober desselben Jahres den akademischen Grad eines Magisters der Philosophie. Sich dem akademischen Beruf hinwendend, verteidigte er am 28. Januar 1800 seine Disputationsarbeit de lingua primaeva ejusque in lingua hebraica antiquissima reliquiis verteidigt hatte, erhielt er am 30. Januar 1800 die Vorleseerlaubnis eines Magisters legens. Am 19. Februar desselben Jahres verteidigte er eine weitere Disputationsarbeit mit dem Titel pro loco: quaedam de cognitione a priori, qualem Kantius statuere videtur, dubitationes und wurde daraufhin am 24. Februar 1800 als Adjunkt an der philosophischen Fakultät habilitiert. 1802 wurde er Ehrenmitglied der lateinischen Gesellschaft in Jena und gab im Anschluss eine deutsche Übersetzung zweier Idyllen des Theokrit, sowie eine „philosophische Prüfung der verschiedenen Meinungen über den Eid“ heraus.
Am 19. März 1803 wurde er zum Konrektor des Gymnasiums in Görlitz gewählt, welches Amt er am 12. Mai übernahm und am 13. desselben Monats mit der vergleichenden Antrittsrede „das Amt eines akademischen Lehrers mit dem eines Schulmanns“ begann. Am 6. Mai 1809 wurde er vom Magistrat der Stadt Görlitz zum Rektor des Gymnasiums gewählt, am 31 des Monats in sein Amt eingeführt und begann dieses am 2. Juni des erwähnten Jahres mit der Antrittsrede „Wie ein Vorsteher einer Schule sein Amt vertreten müsse, wenn er den zu demselben erforderlichen Muth nie verlieren soll“. Am 23. November 1829 erhielt er den Titel und Rang eines königlichen Professors. Nebenamtlich verwaltete er ein halbes Jahrhundert lang die Milichsche Bibliothek. Seine zahlreichen Schriften gehören der klassischen, besonders griechischen Philologie, der alt- und neutestamentlichen Theologie, der Reformations- und Schulgeschichte, Philosophie, Volkskunde und Mathematik an. Nachdem er am 13. Mai 1853 sein 50-jähriges Amtsjubiläum gefeiert hatte, trat er am 10. April 1854 in den Ruhestand. Nach mehrmonatigen asthmatischen Beschwerden verstarb er. 

## Familie
Anton hatte sich am 10. Februar 1807 in Görlitz mit Florentine Friederike, die Tochter des damals verstorbenen Görlitzer Bürgermeisters Karl Gottlob König verheiratet. Aus der Ehe stammen fünf Kinder, wovon zwei Söhne und eine Tochter den Vater überlebten. Von den Kindern kennt man: 
- Florentine Liddy Anton, (* 26. April 1808 in Görlitz)
- Alwin Karl Egbert (* 18. Januar 1810 in Görlitz; † 12. Februar 1812 ebd.)
- Alwine Elfriede Anton (* 30. Januar 1813 in Görlitz) war am 1. Februar 1835 in Görlitz verheiratet mit dem königlichen Stabsarzt in Görlitz Dr. Karl Adolph Moritz
- Bernhard Karl Egbert Anton (* 24. August 1819 in Görlitz; † 5. Mai 1902 Oels) Lehrer des Gymnasiums in Oels
- Oswin Karl Edgar Anton (* 14. November 1821 Görlitz; † 2. August 1902 ebd.) Direktor des Kreisgerichts Dramburg, 1876 Vizepräsident Appellationsgerichtes in Ratibor, 1879-1892 Landgerichtspräsident in Breslau, Geheimer Oberjustizrat, verh. mit Nannie Henriette Mateling

## Werke
- De Lingva Primaeva Eivsqve In Lingva Hebraica Antiqvissima Reliqviis Philosophico-Philologica. Tzschiedrich, Wittenberg 1800. (Digitalisat)
- Dissertatio: Dubitationes quaedam de cognitione a priori, qualem Kantius statuere videtur. Wittenberg 1800.
- Dissertatio praeside D. C. L. Nitsch locus Gall. III. 20. critice, historice et exegetice tractatus. Wittenberg 1800.
- Die dritte und achte Idylle Theokrits, in einer deutschen metrischen Übersetzung. Wittenberg 1802
- Philosophische Prüfungen der verschiedenen Meinungen über den Eid, nebst einem Anhang über Matth. 3. Leipzig 1803

Schulschriften des Gymnasiums zu Görlitz:
- De loco Matth. IX, 2, praeconzeptam Judaeorum opinionum de morbis peccatorum poenis non confirmante, sed refutante. Comment. I. Görlitz 1803
- De loco Matth. IX. 2, ... II. Görlitz 1804
- Philosophische Prüfung der Jesuitischen Meinung über den Eid. 1. Programm. Görlitz 1805
- Es gibt kein dringlich-persönliches Recht. Görlitz 1806
- Philosophische Prüfung der Jesuitischen Meinungen über den Eid. 2. Programm. Görlitz 1807
- Philosophische Prüfung der Jesuitischen Meinungen über den Eid. 3. Programm. Görlitz 1808
- De varia lectione, quae Ciceronis Epist. ad Divers. XVI, 26 reperitur. Görlitz 1809
- De eo, quod nostrum est, quum per libertatem plurium officia inter se pugnant atque condentunt. Görlitz 1809
- Materialien zu einer Geschichte des Görlitzer Gymnasiums im 19. Jahrhundert. Görlitz 1809
- Zum Andenken des Rektors Ch. Aug. Schwarze. Görlitz 1809
- Gründe zur Empfehlung der griechischen Sprache. Görlitz 1809
- Über die Gesinnung, mit welcher der Vorsteher einer Schulanstalt sein Amt antreten muß, wenn er bei demselben den guten Mut nicht verlieren will. Görlitz 1810
- Materialien zu einer Geschichte des Görlitzer Gymnasiums im 19. Jahrhundert. Görlitz 1810
- Capitis III Chabacuci versio et nova ejusdem versum 13. exponendi ratio. Görlitz 1810
- Materialien zu einer Geschichte des Görlitzer Gymnasiums im 19. Jahrhundert. 9. Beitrag. Görlitz 1811
- Verzeichnis der Lehrer am Gymnasium im ersten Jahrzehend des 19. Jahrhunderts und der von ihnen in dieser Zeit herausgegebenen Schulschriften. Materialien zu einer Geschichte des Görlitzer Gymnasium im 19. Jahrhundert. Görlitz 1812
- Capitis III Zephaniae versio et nova ejusdem versum 18 exponendi ratio. Görlitz 1811
- Capitis II Michae versio et nova ejusdem versum 6. exponendi ratio. Görlitz 1812
- Materialien zu einer Geschichte des Görlitzer Gymnasiums im 19. Jahrhundert. 11. Beitrag. Görlitz 1812
- Verzeichnis aller im 18. Jahrhundert zu Görlitz zur Gedächtnisfeier des Freiherrn R. F. v. Sylverstain und Pilnikau in Görlitz herausgegebenen Schul-Schriften. Görlitz 1812
- Materialien zu einer Geschichte des Görlitzer Gymnasiums im 19. Jahrhundert. Görlitz 1813
- Materialien zu einer Geschichte des Görlitzer Gymnasiums im 19. Jahrhundert. Görlitz 1814
- Verzeichnis aller zur Karl Gehlerischen Gedächtnisfeier in Görlitz herausgegebenen Schulschriften. ... Görlitz 1814
- Comparationis librorum sacrorum V. F. et scriptorum profanorum graecorum latinorumque eum in finem institutae, ut similitudo, quae inter utrosque deprehenditur, clarius appareat. Pars I. Görlitz 1814
- Materialien zu einer Geschichte des Görlitzer Gymnasiums im 19. Jahrhundert. Görlitz 1815
- Comparationis librorum sacrorum V. F. et scriptorum profanorum graecorum latinorumque eum in finem institutae, ut similitudo, quae inter utrosque deprehenditur, clarius appareat. Pars II. Görlitz 1815
- Defensio veteris regulae grammaticae contra Seidenstückeri paradoxon. Görlitz 1815
- Über die wechselseitigen Erwartungen, welche bei der Erneuerung der Hörsäle Stadt und Schule von einander hegen dürfen. Eine Rede. Görlitz 1815
- Materialien zu einer Geschichte des Görlitzer Gymnasiums im 19. Jahrhundert.Görlitz 1816
- Comparationis librorum sacrorum V. F. et scriptorum profanorum graecorum latinorumque eum in finem institutae, ut similitudo, quae inter utrosque deprehenditur, clarius appareat. Pars III. Görlitz 1816
- Zum Andenken an Konrad Gottlob Anton. Görlitz 1816
- Materialien zu einer Geschichte des Görlitzer Gymnasiums im 19. Jahrhundert. Görlitz 1817
- Comparationis librorum sacrorum V. F. et scriptorum profanorum graecorum latinorumque eum in finem institutae, ut similitudo, quae inter utrosque deprehenditur, clarus appareat. Pars IV. Görlitz 1817
- Gemeinfassliche Darstellung der Rechnung mit zwölf Zeichen; eine Beilage zu den mathematischen Lehrbüchern für Schulen. 1. Stück. Da Zählen. Görlitz 1817
- Die Vorteile der Lutherischen Kirchenverbesserung, dargestellt in einer Schulrede am 1. Nov. 1817. Görlitz 1817
- Zur Vollendung des dritten Jahrhunderts seit dem Anfange der Kirchenverbesserung D. Martin Luther’s. Görlitz 1817
- Materialien zu einer Geschichte des Görlitzer Gymnasiums im 19. Jahrhundert.Görlitz 1818
- Comparationis librorum sacrorum V. F. et scriptorum profanorum graecorum latinorumque eum in finem institutae, ut similitudo, quae inter utrosque deprehenditur, clarius appareat. Pars V. Görlitz 1818
- Gemeinfassliche Darstellung der Rechnung mit zwölf Zeichen; eine Beilage zu den mathematischen Lehrbüchern für Schulen. 2. Stück: Das Zusammenziehen und Abziehen. Görlitz 1818
- Materialien zu einer Geschichte des Görlitzer Gymnasiums im 19. Jahrhundert.Görlitz 1819
- Comparationis librorum sacrorum V. F. et scriptorum profanorum graecorum latinorumque eum in finem institutae, ut similitudo, quae inter utrosque deprehenditur, clarius appareat. Pars VI. Görlitz 1819
- Darstellung der Irrtümer, welche Kotzebue’s Ermordung veranlaßten. Görlitz 1819. 22 S.
- Gemeinfaßliche Darstellung der Rechnung mit zwölf Zeichen; eine Beilage zu den mathematischen Lehrbüchern für Schulen. 3. Stück: Das Vervielfältigen. Görlitz 1820
- Materialien zu einer Geschichte des Görlitzer Gymnasiums im 19. Jahrhundert.Görlitz 1820
- Nonnulla de accentibus graecis, imprimis de acuto distinctivo et conjunctivo ac de voculis procliticis. Görlitz 1820
- Comparationis librorum sacrorum V. F. et scriptorum profanorum graecorum latinorumque eum in finem institutae, ut similitudo, quae inter utrosque deprehenditur, clarius appareat. Pars VII. Görlitz 1821
- Materialien zu einer Geschichte des Görlitzer Gymnasiums im 19. Jahrhundert. Görlitz 1822
- Inquisitio in exordium orationes a Paulo Athenis habitae Act. XVII, 22. 23. Görlitz 1822
- De discrimine particularum ov et un brevis delineato. Görlitz 1823.
- Gemeinfassliche Darstellung der Rechnung mit zwölf Zeichen; eine Beilage zu den mathematischen Lehrbüchern für Schulen. 3. Stück. Das Einteilen. Görlitz 1823
- Comparationis librorum sacrorum V. F. et scriptorum profanorum graecorum latinorumque eum in finem institutae, ut similitudo, quae inter utrosque deprehenditur, clarius appareat. Pars VIII. Görlitz 1824
- Verzeichnis aller seit 1780 zur Rudolph-Gersdorfischen Gedächtnisfeier allhier herausgegebenen Schulschriften. Görlitz 1824
- Specimina matrica, graeci et hebraici sermonis a discipulis gymnasii exhabita. Görlitz 1825
- Alphabetisches Verzeichnis mehrerer in der Oberlausitz üblichen, ihr zum Teil eigentümlichen Wörter und Redensarten. 1. Stück. A – G. Görlitz 1825
- Materialien zu einer Geschichte des Görlitzer Gymnasiums im 19. Jahrhundert.Görlitz 1826
- Alphabetisches Verzeichnis mehrerer in der Oberlausitz üblichen, ihr zum Teil eigentümlichen Wörter und Redensarten. 2. Stück. I – N. Görlitz 1826
- Pauca de duplici Lutheri versione loci Eph. 3, 19 verbis quidem, non autem sensu diversa, sed improbabili. Görlitz 1826
- Alphabetisches Verzeichnis mehrerer in der Oberlausitz üblichen ... Wörter und Redensarten. 3. Stück. O – R. Görlitz 1827
- Comparationis librorum sacrorum V. F. et scriptorum profanorum graecorum latinorumque eum in finem institutae, ut similitudo, quae inter utrosque deprehenditur, clarius appareat. Pars IX. Görlitz 1827
- Alphabetisches Verzeichnis mehrerer in der Oberlausitz üblichen ... Wörter und Redensarten. 4. Stück. Görlitz 1828.
- Comparationis librorum sacrorum V. F. et scriptorum profanorum graecorum latinorumque eum in finem institutae, ut similitudo, quae inter utrosque deprehenditur, clarius appareat. Pars X. Görlitz 1828
- Examinatur testimonia de conjuratione, qua Arminibus cladem Varianam praeparasse dicitur, et argumenta, quibus ductus Ludenius, eam fictam esse, judicat. Görlitz 1828
- Alphabetisches Verzeichnis mehrerer in der Oberlausitz üblichen ... Wörter und Redensarten. 5. Stück. T –V. Görlitz 1829
- Materialien zu einer Geschichte des Görlitzer Gymn im 19. Jahrhundert. 29. Beitr. Görlitz 1829
- Brevis de disciplina scholastica dissertatio. Görlitz 1829
- Alphabetisches Verzeichnis mehrerer in der Oberlausitz üblichen ... Wörter und Redensarten. 6. Stück. W –V. und Nachtrag 1. Stück. Aa - Anschl. Görlitz 1830
- Zur Feier der Vollendung des 3. Jahrhunderts seit Übergabe des Augsburger Glaubensbekenntnisses (25. Juni). (enthält eine Übersicht der Geschichte der Reformation.) Görlitz 1830
- Materialien zu einer Geschichte des Görlitzer Gymn. im 19. Jahrhundert. 30. Beitrag. Görlitz 1830
- Wir erlangen durch Christentum um des Glaubens Willen aus Gnaden Vergebung der Sünden. Görlitz 1831
- Verzeichnis der Lehrer am Gymnasium im dritten Jahrzehend des 19. Jahrhunderts und der von ihnen in dieser Zeit herausgegebenen Schulschriften. Der Materialien zu einer Geschichte des Görlitzer Gymnasiums im 19. Jahrhunderte. Görlitz 1832
- Materialien zu einer Geschichte des Görlitzer Gymn. im 19. Jahrhundert. 33. Beitrag. Görlitz 1832
- Conversio loci I Cor. 11, 3-15 et vocabuli nova interpretatio. Görlitz 1832
- Materialien zu einer Geschichte des Görlitzer Gymn. im 19. Jahrhundert. 34. Beitrag. Görlitz 1833
- Libri Sallustiani manu exarati in biblioteca Societatis literariae, quae in superiore Lusatia floret, servati, brevis descriptio. Görlitz 1833
- Alphabetisches Verzeichnis mehrerer in der Oberlausitz üblichen, ... Wörter und Redensarten. 7. Stück u. Nachtrag 2. A – D. Görlitz 1833
- Brevis dissertatio de poena mortis non abroganda. Görlitz 1833
- Alphabetisches Verzeichnis mehrerer in der Oberlausitz üblichen, ... Wörter und Redensarten. 8. Stück. Nachtrag 3. Stück, E – H. Görlitz 1834
- Brevis dissertatio de Querxis et significatione eorum nominis. Görlitz 1834. 10 S.
- Materialien zu einer Geschichte des Görlitzer Gymn. im 19. Jahrhundert. Görlitz 1835
- Codicis Luciani, qui in biblioteca Milichiana nostra asservatur, descriptio adjunctis ex libro de conscribenda historia §§ I. – XVII. lectionibus, quibus a Reitziana editione discrepat. Commentatio prima. Görlitz 1835
- Königlich Preußisches Reglement für die Prüfung der zu den Universitäten übergehenden Schüler vom 4. Juni 1834 mit Vergleichung der früher in dieser Angelegenheit erlassenen Verordnungen und bei uns statt gehabten Einrichtungen. Görlitz 1835
- Alphabetisches Verzeichnis mehrerer in der Oberlausitz üblichen, ... Wörter und Redensarten. 9. Stück, Nachtrag 4. Stück. J – L. Görlitz 1836
- Materialien zu einer Geschichte des Görlitzer Gymn. im 19. Jahrhundert. Görlitz 1836
- Codicis Luciani, qui in biblioteca Milichiana nostra asservatur, descriptio adjunctis ex libro de conscribenda historia §§. I. – XCII lectionibus, quibus a Reitziana editione descrepat. Commentatio secunda. Görlitz 1836
- Alphabetisches Verzeichnis mehrerer in der Oberlausitz üblichen, ... Wörter und Redensarten. 10. Stück, Nachtrag 5. Stück. M – N. Görlitz 1837
- Materialien zu einer Geschichte des Görlitzer Gymn. im 19. Jahrhundert. 38. Beitrag. Görlitz 1837
- Alphabetisches Verzeichnis mehrerer in der Oberlausitz üblichen, ... Wörter und Redensarten. 11. Stück, Nachtrag 6. Stück. O – Q. Görlitz 1838
- Auszug aus der Hohen Ministerialverfügung vom 24. Oktober 1837, die Lorinser’sche Streitfrage betreffend. Görlitz 1838
- Materialien zu einer Geschichte des Görlitzer Gymn. im 19. Jahrhundert. 40. Beitrag. Görlitz 1839
- Comparatur mos recens hieme expulsa aestatem cantu salutandi cum similibus veterum moribus. Partic. I. Görlitz 1839
- Alphabetisches Verzeichnis mehrerer in der Oberlausitz üblichen, ... Wörter und Redensarten. 12. Stück, Nachtrag 7. Ra – So. Görlitz 1839
- Materialien zu einer Geschichte des Görlitzer Gymn. im 19. Jahrhundert. 41. Beitrag. Görlitz 1840
- Alphabetisches Verzeichnis mehrerer in der Oberlausitz üblichen, ... Wörter und Redensarten. 13. Stück. Nachtrag 8, Sp – Tn. Görlitz 1840
- Comparatur mos recens hieme expulsa aestatem cantu salutandi cum similibus veterum moribus. Partic. II. Görlitz 1840
- Die Gelübde des Volkes bei der Huldigung seines Königs. Rede. Görlitz 1841
- Materialien zu einer Geschichte des Görlitzer Gymn. im 19. Jahrhundert. 42. Beitrag. Görlitz 1841
- Comparatur mos recens hieme expulsa aestatem cantu salutandi cum similibus veterum moribus. Partic. III. Görlitz 1841
- Verzeichnis der Lehrer am Gymnasium im vierten Jahrzehend des 19. Jahrhunderts und der von ihnen herausgegebenen Schulschriften, nebst einer Übersicht des Schulbesuchs in dem vierten Jahrzehend und aller Lehrer in den ersten vierzig Jahren. Materialien zu einer Geschichte des Görlitzer Gymnasium im 19. Jahrhundert. Görlitz 1842
- Comparationis librorum sacrorum V. F. et scriptorum profanorum graecorum latinorumque eum ad finem institutae, ut similitudo, quae inter utrosque deprehenditur, clarius appareat. Pars. XI. Görlitz 1842
- Materialien zu einer Geschichte des Görlitzer Gymnasiums im 19. Jahrhundert. 45. Beitrag. Görlitz 1843
- Comparationis librorum sacrorum V. F. et scriptorum profanorum graecorum latinorumque eum in finem institutae, ut similitudo, quae inter utrosque deprehenditur, clarius appareat. Pars XII. Görlitz 1843
- Alphabetisches Verzeichnis mehrerer in der Oberlausitz üblichen, ... Wörter und Redensarten. 14. Stück. Görlitz 1843
- Materialien zu einer Geschichte des Görlitzer Gymnasiums im 19. Jahrhundert. 46. Beitrag. Görlitz 1844
- Alphabetisches Verzeichnis mehrerer in der Oberlausitz üblichen, ... Wörter und Redensarten. 15. Stück. Nachtrag 10. Verz. – Zw. Görlitz 1844
- De categoriis, quas statuerunt philosophi. Görlitz 1844
- Orationes Sylvestainianas. Görlitz 1844
- Brevis exposito doctrinae de categoris, quas statuerunt philosophi. Görlitz 1844
- Materialien zu einer Geschichte des Görlitzer Gymnasiums im 19. Jahrhundert. Görlitz 1845
- Alphabetisches Verzeichnis mehrerer in der Oberlausitz üblichen, ... Wörter und Redensarten. 16. Stück. 2. Nachtrag 1. Stück. A – D. Görlitz 1845
- Vortrag über die Lehren, welche der 26. Julius und 14. Dezember des verflossenen Jahres predigen. Görlitz 1845
- Materialien zu einer Geschichte des Görlitzer Gymnasiums im 19. Jahrhundert.
- Alphabetisches Verzeichnis mehrerer in der Oberlausitz üblichen, ... Wörter und Redensarten. 17. Stück. 2. Nachtrag. 2. Stück. E – F. Görlitz 1846
- Responsio ad quinque Wisliceni quaestiones et nova verborum Exod. III. 21. 22. et XII. 35. 36. Interpretatio. Görlitz 1846
- Addita est commentatio de discrimine inter Aristotelicum: ti esti ti en einai. Görlitz 1847
- Materialien zu einer Geschichte des Görlitzer Gymnasiums im 19. Jahrhundert. Görlitz 1847
- Alphabetisches Verzeichnis mehrerer in der Oberlausitz üblichen, ... Wörter und Redensarten. 18. Stück. Zweiter Nachtrag, 3. Stück. G. Görlitz 1847
- Materialien zu einer Geschichte des Görlitzer Gymnasiums im 19. Jahrhundert. Görlitz 1848
- Alphabetisches Verzeichnis mehrerer in der Oberlausitz üblichen, ... Wörter und Redensarten. 19. Stück. Nachtrag 2. 4. Stück. Görlitz 1848
- Interpretatio effatorum Christi, quae multis offensioni erant, inprimis de jurejurando omnio vetito. Görlitz 1848. 14 S.
- Materialien zu einer Geschichte des Görlitzer Gymnasiums im 19. Jahrhundert. 51. Beitrag. Görlitz 1849
- Vergleichung der Religionslehren der Bibel mit Schiller’s Gedichten: Resignation, und: Die Götter Griechenlands. Görlitz 1849
- Comparationis librorum sacrorum V. F. et scriptorum profanorum graecorum latinorumque eum ad finem institutae, ut similitudo, quae inter utrosque deprehenditur, clarius appareat. Pars XIII. Görlitz 1849
- Materialien zu einer Geschichte des Görlitzer Gymnasiums im 19. Jahrhundert. 52. Beitrag. Görlitz 1850
- Erinnerungen und Gefühle am 15. Oktober 1849. Eine Rede. Görlitz 1850
- De lingua graeca ad usum literarum latinae praeferanda. Görlitz 1850
- Verzeichnis der Lehrer am Gymnasium im fünften Jahrzehend des 19. Jahrhunderts und der von ihnen herausgegebenen Schulschriften, nebst einer Übersicht des Schulbesuchs in dem fünften Jahrzehend und der Zahl der Lehrer in den ersten 50 Jahren. Materialien zu einer Geschichte des Görlitzer Gymnasiums im 19. Jahrhundert. Görlitz 1851
- De loco Galat. III. 20., additamentum disputationis de hoc ante decem lustra scripta. Görlitz 1851
- De lingua graeca ad usum litararum latinae praeferanda. Görlitz 1851
- De Sibyllis et Sibyllino oraculo Jesum Christum praenunciante, quod in codice bibliotecae Milichianaemanu scripto reperitur. Görlitz 1852
- Verzeichnis der der Gymnasialkassenverwaltung überwiesenen Stiftungen, welche dem Gymnasium und den damit verbundenen Anstalten gehören. Erste Hälfte. Görlitz 1852
- Materialien zu einer Geschichte des Görlitzer Gymnasiums im 19. Jahrhundert.Görlitz 1852
- Materialien zu einer Geschichte des Görlitzer Gymnasiums im 19. Jahrhundert. 56. Beitr. Görlitz 1853
- Comparationis librorum sacrorum V. F. et scriptorum profanorum graecorum latinorumque eum ad finem institutae, ut similitudo, quae inter utrosque deprehenditur, clarius appareat. Pars XIV. Görlitz 1853
- Verzeichnis der der Gymnasialkassenverwaltung überwiesenen Stiftungen, welche dem Gymnasium und den damit verbundenen Anstalten gehören. Zweite Hälfte. Görlitz 1853
- Einiges aus dem Leben des Verfassers. (Selbstbiographie.) Görlitz 1854